# Ponte Hilton Rodrigues
A Ponte Hilton Rodrigues, popularmente conhecida como Ponte do Ipase, é uma ponte localiza da cidade de São Luís, no Maranhão.
Fica sobre o rio Anil, ligando o Ipase ao bairro Ivar Saldanha. Foi construída no fim da década de 1980, ao lado da Ponte Governador Newton Bello (Ponte do Caratatiua), funcionando cada uma como uma via de mão única. É frequente alvo de críticas com relação à sua manutenção.